# Neprebrojiv skup
Neprebrojiv skup je takva vrsta beskonačna skupa koji nije ekvipotentan (iste kardinalnosti) s {\displaystyle \ N} .